# Кравцов, Александр Яковлевич
Алекса́ндр Я́ковлевич Кравцов (11 октября 1893 — ок. 1920) — из семьи казачьего офицера Первого (Оренбургского) военного отдела Оренбургского казачьего войска, есаул, участник Первой мировой войны и военачальник Белого движения. Участник Голодного похода.

## Биография

### Участие в Первой мировой войне
По окончании Оренбургское Казачье Юнкерское Училище по 1 разряду, был произведён со старшинством от 12 июля 1914 года в хорунжие. В 1914 году с началом Первой мировой войны принял участие в боях в составе 14-го Оренбургского казачьего полка. За боевые заслуги был награждён Георгиевским оружием и орденами Св. Владимира 4-й степени с мечами и бантами, Св. Станислава 2-й степени с мечами (ВП 31.05.1916), Св. Анны 2-й степени с мечами, Св. Анны 3-й (19.05.1914) и Св. Анны 4-й степени с надписью «За храбрость». Подъесаул со старшинством от 19 августа 1916 года.

### Участие в Гражданской войне
Находясь весной 1918 года на территории Оренбургского края принял участие в мощном повстанческом движении против большевиков, которое возглавил съезд делегатов 25 объединенных станиц и штаб фронтов во главе с войсковым старшиной Д. М. Красноярцевым. В партизанском отряде сводной казачьей дивизии. Начальник северной группы Оренбургского Казачьего Войска на территории 1-го военного округа (1918 год). Ранен 29 июля 1918 в бою под Орском. После вхождения частей Дутова в ноябре 1918 года в состав Русской армии адмирала Колчака назначен на службу и направлен в 1-й Оренбургский казачий полк на Самаро-Уфимский фронт (с 02.08.1918 — ПОКВ № 64. 14.08.1918). В Комплекте конных полков Оренбургского казачьего войска (ККП). Назначен помощником старшего адъютанта инспекторского отделения Войскового штаба оренбургского казачьего войска (ПОКВ № 340. 25.10.1918). На 1919 год в штабе Оренбургского Казачьего Войска. Помощник ст. адъютанта Войскового штаба Оренбургского Казачьего Войска и штаба ОВО (1919). К осени 1919 года главные силы Оренбургской Отдельной армии оказались зажатыми на линии Ташкентской железной дороги между Актюбинском на севере и станцией Аральское море на юге. По всей видимости, погиб при отходе Оренбургской Армии из Оренбуржья в Тургайскую степь.

## Награды
- Орден Святого Станислава 3-й степени (1905);
- Орден Святой Анны 4-й степени с надписью «За храбрость» (1914);
- Орден Святой Анны 3-й степени с мечами и бантом (1914);
- Орден Святой Анны 2-й степени с мечами (1914);
- Георгиевское оружие (1915);
- Орден Святого Станислава 2-й степени с мечами (ВП 31.05.1916);
- Орден Святого Владимира 4-й степени с мечами и бантами (ВП 31.05.1916);
- Высочайшее благоволение (1916).